# Ursus americanus hamiltoni
El oso negro de Terranova (Ursus americanus hamiltoni) es una subespecie morfológicamente distinta del oso negro americano que es endémica de la isla de Terranova en el Atlántico canadiense. El oso negro de Terranova es generalmente más grande que sus parientes continentales, con un peso de 90 a 270 kilogramos y un peso promedio de 135 kilogramos. También tiene uno de los períodos de hibernación más largos que cualquier oso en América del Norte.